# Lagotis macrosiphon
Lagotis macrosiphon là một loài thực vật có hoa trong họ Mã đề. Loài này được Tsoong & H.P. Yang mô tả khoa học đầu tiên năm 1979.